# رادمز مارتینز رودریگز دا سیلوا
رادمز مارتینز رودریگز دا سیلوا (به پرتغالی: Radamés Martins Rodrigues da Silva) هافبک اهل برزیل است که در شهر ریودو ژانیرو و در تاریخ ۱۷ آوریل ۱۹۸۶ به دنیا آمده‌است.